# Ректа (притока Сенної)
Ректа (біл. Рэкта) — річка в Чериковському районі Могильовської області Білорусі, права притока річки Сенна (басейн Дніпра).
Довжина річки 10 км. Середній нахил водної поверхні 3,2 м/км. Площа водозбору 28 км². Водозбір у межах Оршансько-Могильовської рівнини. Річка починається приблизно за 2,8 км у напрямку на північ від села Головчиці, впадає в Сенну на схід від села Пільня.